# Infinite Undiscovery
Infinite Undiscovery (インフィニット アンディスカバリー, Infinitto Andisukabarī) est un action-RPG édité par Square Enix et développé par Tri-Ace. Exclusif à la Xbox 360, il est sorti en France le 5 septembre 2008.

## Synopsis
Considérée comme le domaine des dieux, la lune trônait paisiblement au firmament et les hommes prospéraient considérablement grâce au pouvoir de cet astre. Mais un jour une armée terrifiante emprisonna la lune à l'aide de chaînes qu'elle relia à la terre, drainant peu à peu la vie de la planète. Les territoires enchaînés devinrent des paysages arides et désolés, et les habitants autrefois sereins commencèrent à vivre dans la peur. La cause de la catastrophe qui ravage le monde ? Le Chevalier de l'Effroi et sa horde menaçante : l'Ordre des Chaînes.
Au fin fond d'une forêt, un garçon nommé Capell est détenu dans l'une des prisons de l'Ordre. Ses geôliers l'ont surnommé le « Libérateur » même s'il n'a aucune idée de ce que cela signifie. Lors de son troisième jour de captivité, une jeune fille au caractère bien trempé appelée Aya vient le secourir. Elle est membre d'un petit groupe de guerriers qui se sont ralliés à la cause de Sigmund le Libérateur afin de délivrer le monde de l'emprise tyrannique de l'Ordre des Chaînes.
Au moment de sa rencontre avec Sigmund, il découvre avec stupeur que leurs deux visages, et même leur apparence tout entière, sont semblables en tout point. Cette rencontre changera la vie de Capell à tout jamais et ébranlera les fondements même du monde.